# Najdonator – priznanje najvećim donatorima hrane u Hrvatskoj
Najdonator je godišnje priznanje koje se dodjeljuje tvrtkama koje su donirale najviše hrane u Hrvatskoj. Organizatori su eurozastupnica Biljana Borzan i platforma Mreža Hrane.

## O priznanju
Prema istraživanjima, godišnje se u Hrvatskoj baci preko 270 tisuća tona hrane. U isto vrijeme, police socijalnih dućana i skladišta humanitarnih organizacija se slabo pune, a čak 20 posto populacije je u riziku od siromaštva. 
Svrha je projekta nagraditi društveno odgovorno poslovanje tvrtki u Hrvatskoj, jer neke od svojim donacijama hrane pomažu tisućama ljudi koji su korisnici socijalnih samoposluga i pučkih kuhinja. Titula „Najdonator“ ukazuje da se radi o tvrtki koja se ističe društveno odgovornim poslovanjem i solidarnošću, društveno odgovorno ponašanje u gospodarskom sektoru se sve više cijeni 
Posredni cilj projekta je i potaknuti javna rasprava o problematici doniranja i bacanja hrane, kako se o tome ne bi pričalo samo prigodno ili kad socijalne samoposluge apeliraju da nemaju što davati korisnicima. 
Najdonator se dodjeluje u 3 kategorije: 
1. Velikim tvrtkama na temelju podataka o ukupnoj prodajnoj vrijednosti donirane hrane bez PDV-a u prethodnoj godini. Priznanje dobiva velika tvrtka koja je Poreznoj upravi prijavila najveću ukupnu godišnju vrijednost donacija hrane.
2. Velikim tvrtkama na temelju postotka prijavljenih donacija u usporedbi s godišnjih prijavljenim prihodom u prethodnoj godini. Priznanje dobiva velika tvrtka koja je Poreznoj upravi prijavila najveći postotak prijavljenih donacija u usporedbi s godišnjim prijavljenim prihodom.
 

3. Priznanje mikro, malim i srednjim poduzećima (do 250 zaposlenih). Priznanje se dodjeluje poslovnom subjektu koji je u prethodnoj godini imao najveći postotak prijavljenih donacija u usporedbi s godišnjim prijavljenim prihodom.

## Dosadašnji dobitnici

### Najdonator 2018.
Prva svečana dodjela priznanja Najdonator održana je 21. svibnja 2018. u Europskom parlamentu. U kategoriji proizvođača hrane nagrađen je Dukat, dok je u kategoriji trgovaca nagrađen Konzum. Dukat je u 2017. godini donirao hranu prodajne vrijednosti 4.470.400 kuna bez PDV-a. Konzum je, u 2017. donirao hrane prodajne vrijednosti 3.178.000 kuna.
Prema podacima Porezne uprave ukupna nabavna vrijednost donirane hrane bez PDV-a u 2017. godini iznosila je 10.757.848 kn. Radi se o napretku u odnosu na 2016. godinu u kojoj je nabavna vrijednost donirane hrane bila 9.244.233 kn. Nagrađene tvrtke su na godinu dana dobile pravo korištenja titule Najdonator i službenog logotipa. 
Dobili su i statuu čiji je dizajn, kao i onaj logotipa, izabran na natječaju na kojem je pobijedio gimnazijalac iz Vukovara Mirko Tivanovac.

### Najdonator 2019.
Druga svečana dodjela priznanja Najdonator održana je 3. travnja 2019. u Europskom parlamentu u Bruxellesu. Drugu godinu za redom kategoriji u proizvođača hrane nagrađen je Dukat, kao i Konzum u kategoriji trgovaca. 
Prema podacima Porezne uprave ukupna nabavna vrijednost donirane hrane bez PDV-a u 2018. godini iznosila je 9.936.882,09 kn. Radi se o smanjenju u odnosu na 2017. kada je prijavljeno 10.757.848 kuna, a napretku u odnosu na 2016. godinu u kojoj je nabavna vrijednost donirane hrane bila 9.244.233 kn. Dukat je u 2018. donirao hranu prodajne vrijednosti 2.535.421 kuna bez PDV-a. Konzum je donirao hrane prodajne vrijednosti 2.262.534 kuna.

### Najdonator 2020.
Hrvatske tvrtke koje su donirale najviše hrane u 2019. godini su Konzum, Dukat i Sana delikatese. Konzum i Dukat su treću godinu za redom najveći donatori u kategorijama trgovaca i proizvođača hrane. U kategoriji malih i srednjih tvrtki, prvi Najdonator je tvrtka Sana Delikatese iz Koprivnice.
Konzum je u 2019. donirao hrane prodajne vrijednosti 4.956.115 kuna. 
Dukat je u prošloj godini donirao hranu prodajne vrijednosti 2.101.696 kuna. 
Najveći donator u kategoriji malih i srednjih tvrtki, Sana delikatese, donirao je hrane prodajne vrijednosti 43.855 kuna, što čini 0.64 posto godišnjeg prihoda tvrtke.
Prema podacima Porezne uprave, ukupna nabavna vrijednost donirane hrane bez PDV-a u 2019. godini iznosila je 12.991.467 kuna, radi se o značajnom povećanju u odnosu na 2018. kada je prijavljeno 9.936.882 kuna. Prodajna vrijednost prijavljenih donacija je iznosila 19.836.745 kuna. Ukupno šezdeset i sedam tvrtki je Poreznoj upravi prijavilo donacije.

### Najdonator 2021.
Hrvatske tvrtke koje su donirale najviše hrane u 2020. godini su Konzum, Dukat i Sana delikatese. Konzum i Dukat su četvrtu godinu za redom najveći donatori, Konzum po ukupnoj prodajnoj vrijednosti donirane hrane, a Dukat po udjelu vrijednosti donacija u godišnjem prihodu tvrtke. U kategoriji malih i srednjih tvrtki, Najdonator je drugu godinu za redom tvrtka Sana Delikatese iz Koprivnice. 
Konzum je u 2020. donirao hrane prodajne vrijednosti 5.879.653,21 kuna bez PDV-a, što je najveća ukupna vrijednost donacija hrane među velikim tvrtkama. 
Dukat je u 2020. godini donirao hranu prodajne vrijednosti 4.881.186,81 kuna bez PDV-a, što je među velikim tvrtkama najveća ukupna vrijednost donacija hrane u odnosu na godišnji prihod. 
Najveći donator u kategoriji malih i srednjih tvrtki, Sana Delikatese, donirao je hrane prodajne vrijednosti 131.912,39 kuna bez PDV-a, što čini 2.25 posto godišnjeg prihoda tvrtke. 
Prodajna vrijednost donacija svih prijavljenih donacija hrane u 2020. u Hrvatskoj je iznosila 29.004.125 kuna bez PDV-a, što je značajno više u odnosu na 19.836.745 kuna koliko je donirano u 2019. godini. Ukupno osamdeset i pet tvrtki je Poreznoj upravi prijavilo donacije.

### Najdonator 2022.
Prema podacima Porezne uprave, ukupna prodajna vrijednost donirane hrane bez PDV-a u 2021. godini iznosila je 27.610.857,12. Radi se o određenom smanjenju iznosa u odnosu na 2020. godinu, kada je prijavljeno 29 milijuna kuna donacija. No, ako se usporedi s 20 milijuna kuna koliko je donirano 2019., ipak se radi o značajnom povećanju.
Hrvatske tvrtke koje su donirale najviše hrane u 2021. godini su Konzum, Dukat i Sana delikatese, a svečana dodjela se održala u Europskom parlamentu u Bruxellesu. Konzum i Dukat su petu godinu za redom najveći donatori, Konzum po ukupnoj prodajnoj vrijednosti donirane hrane, a Dukat po udjelu vrijednosti donacija u godišnjem prihodu tvrtke. U kategoriji malih i srednjih tvrtki, Najdonator je treću godinu za redom tvrtka Sana Delikatese iz Koprivnice. 
Konzum je u 2021. donirao hrane prodajne vrijednosti 7.087.523 kuna bez PDV-a, što je najveća ukupna vrijednost donacija hrane među velikim tvrtkama u Hrvatskoj. 
Dukat je u donirao hranu prodajne vrijednosti 2.071.271 kuna bez PDV-a, što je među velikim tvrtkama najveća ukupna vrijednost donacija hrane u odnosu na godišnji prihod. 
Najveći donator u kategoriji mikro, malih i srednjih tvrtki, Sana delikatese, 2021. godine je donirao hranu prodajne vrijednosti 88.073 kuna bez PDV-a, što čini 1.18 posto godišnjeg prihoda tvrtke.

### Najdonator 2023.
Prema podacima državnih tijela, ukupna prodajna vrijednost donirane hrane u 2022. je bez PDV iznosila 4,9 milijuna eura, odnosno preko 37 milijuna kuna. Radi se o rekordnom iznosu koji se svake godine povećava. Iako je inflacija donekle podigla iznos donacija, količina hrane je svako veća. U odnosu na 2018. kad je pokrenuta akcija Najdonator ukupna količina donirane hrane je veća za 25 posto.
Konzum je šestu godinu za redom najveći donatori među velikim tvrtkama, dok je Kaufland po prvi put dobio nagradu u kategoriji velikih tvrtki koje su imale najveći udio donacija u godišnjem prihodu. U kategoriji mikro, malih i srednjih tvrtki Sana delikatese je po četvrti put za redom primila priznanje.

## Vanjske poveznice
Mrežna mjesta
- Najdonator  Arhivirana inačica izvorne stranice od 7. prosinca 2021. (Wayback Machine), službeno mrežno mjesto